# Sta tornu
Sta tornu è l'ottavo album in studio del gruppo musicale salentino Sud Sound System, pubblicato il 10 giugno 2014.

## Il disco
Il disco è stato registrato a San Donato di Lecce, presso il Salento Sound Studio, mixato da Riccardo Rinaldi e Sandro Nozza, e masterizzato a Londra. Vede la partecipazione di diversi amici dei SSS ed è accompagnato dal videoclip del brano Do parole  per la regia di Gabriele Surdo che si è aggiudicato il Premio Italiano Videoclip Indipendente 2014 come Miglior Video Assoluto 

## Tracce
1. Do parole – 4:25
2. Vera magia – 3:24
3. Man in pasta – 4:17
4. Day by Day (feat. Capleton) – 4:11
5. Sienti moi – 3:28
6. Fumo nell'anima – 4:20
7. Sta tornu – 3:04
8. Na fantasia (feat. Leftside & Bag a Riddim Band) – 3:15
9. Roots Recall – 4:32
10. Herbman – 4:09
11. L'infinitu tra nui – 3:46
12. Nazione strana – 3:14
13. Roja – 4:14
14. Intro mito da sfatare – 1:38
15. Mito da sfatare – 3:10
16. La megghiu medicina – 3:31
17. De tie mai stancu (feat. Alozade) – 3:14
18. Comu nu mattone – 2:58
19. Sorge il sole – 3:11